# Hainton
Hainton est une paroisse civile et un village du Lincolnshire, en Angleterre.